# Зингер, Курт

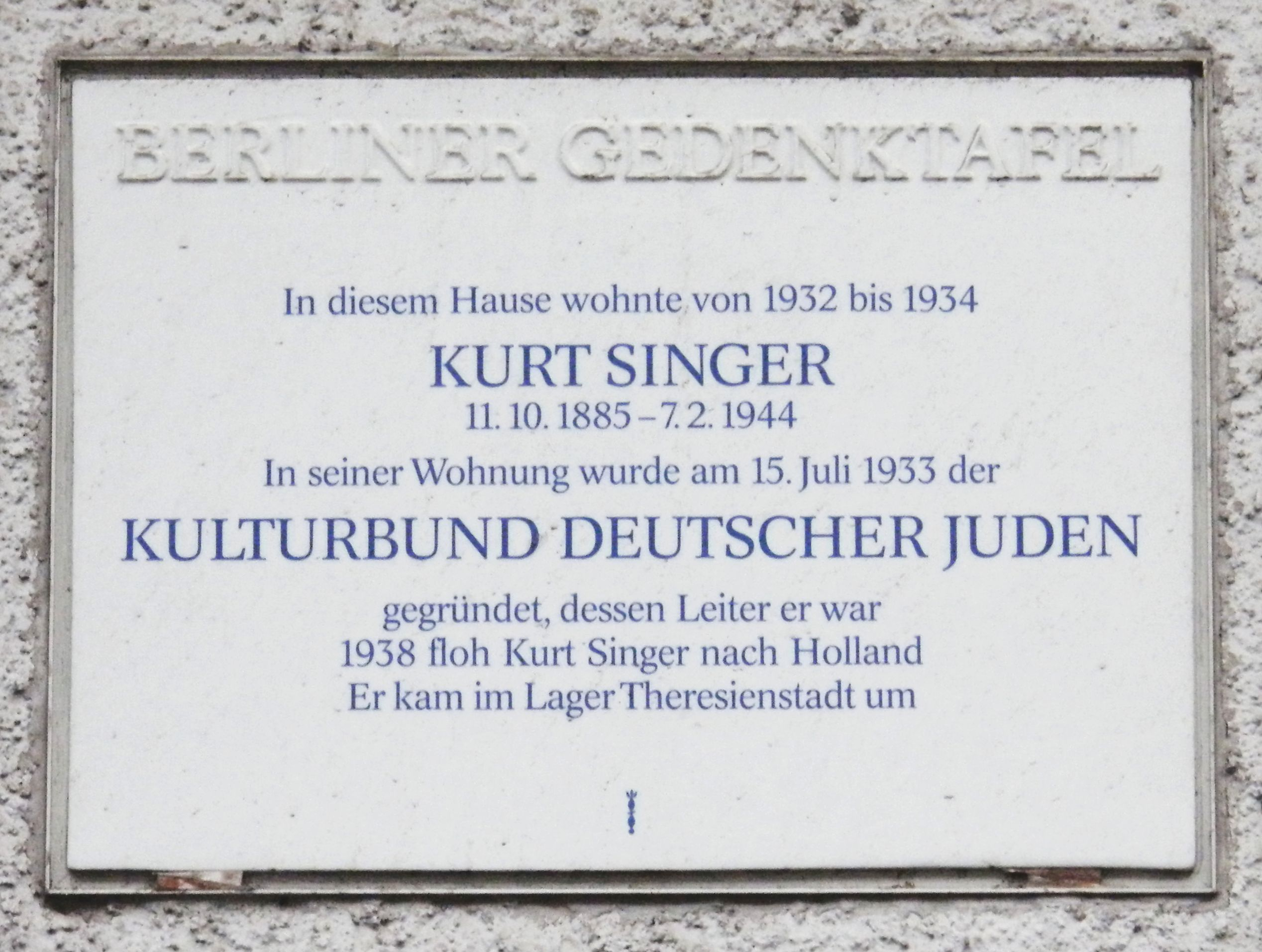
Памятная доска в Берлине: Курт Зингер и Ассоциация культуры немецких евреев

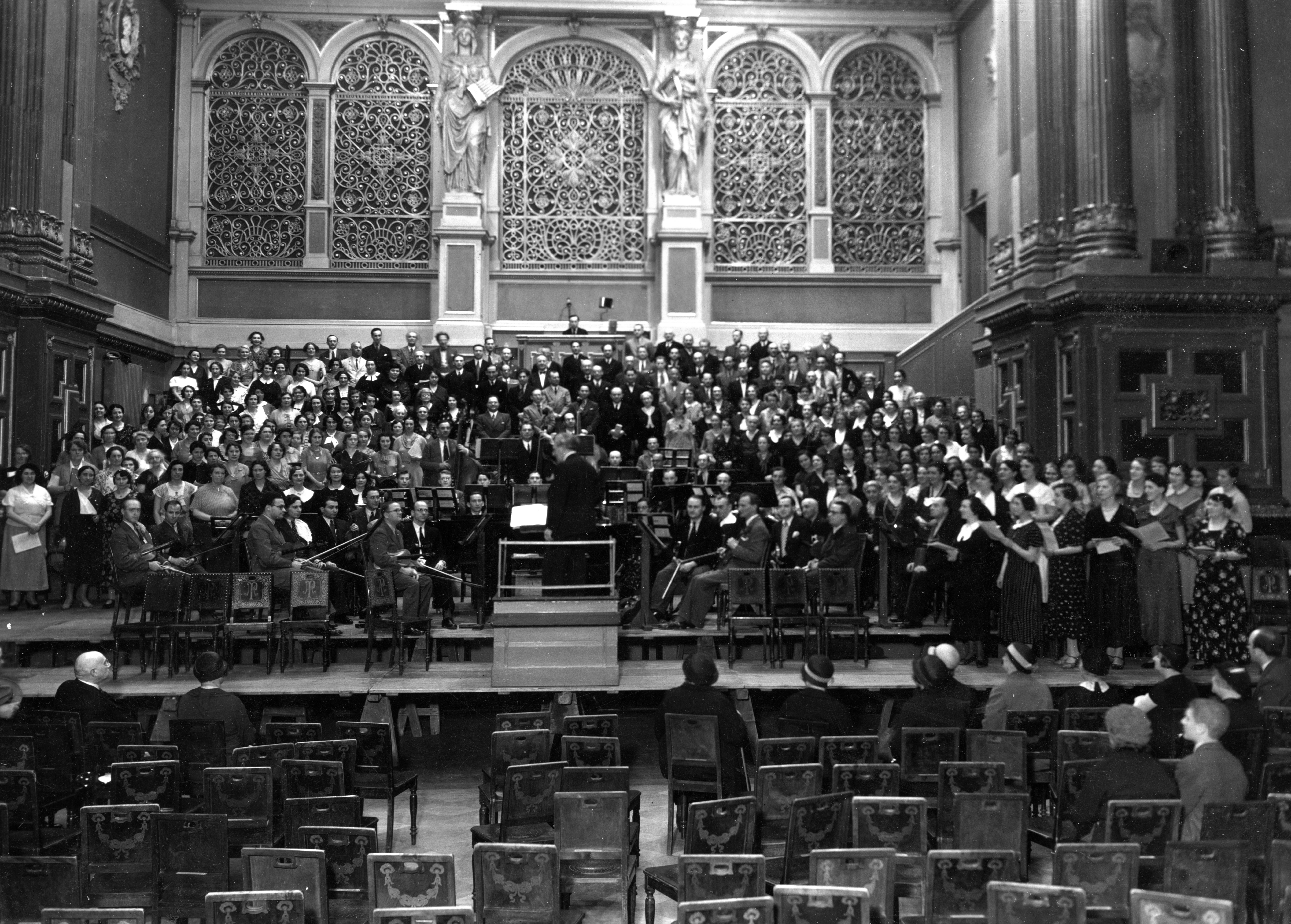
Курт Зингер дирижирует оркестром Ассоциации культуры немецких евреев в Берлинской филармонии, Бернбургер Штрассе, 7-8 мая 1934 г. Исполняется «Иуда Маккавей».

Курт Зингер (11 октября 1885, Берент, Западная Пруссия — 7 февраля 1944 года, концлагерь Терезиенштадт) — берлинский невролог, музыковед, в годы нацизма — председатель Еврейской культурной ассоциации.

## Биография
Курт Зингер, сын раввина, провел свою юность в Кобленце. После окончания средней школы он изучал медицину, психологию и музыковедение. В 1908 году он получил степень доктора медицины и работал неврологом в берлинской клинике Шарите.
Писал музыкальные критические обзоры с 1910 года. В 1913 году основал Хор берлинских врачей, которым руководил вплоть до прихода нацистов к власти. В 1923 году он стал профессором в Государственном академическом университете музыки, где мог преподавать и проводить исследования. Его работа «Профессиональные заболевания музыкантов» была опубликована три года спустя. С 1923 по 1932 год Зингер возглавлял медицинский консультационный центр при Музыкальном университете и читал лекции по профессиональным заболеваниям музыкантов. С 1927 по 1931 год он был временно заместителем, а затем директором Немецкой оперы. С должности в Музыкальном университете его уволили осенью 1932 года под предлогом финансовых трудностей.
Когда после прихода к власти национал-социалистов в 1933 году многочисленные музыканты еврейского происхождения потеряли работу в соответствии с нацистским «Законом о восстановлении статуса государственного служащего», Зингер основал Ассоциацию культуры немецких евреев.
Зингер эмигрировал в Амстердам в 1938 году. В 1943 году он был арестован, сначала помещён в транзитный лагерь Вестерборк, затем депортирован в Терезинское гетто. Там он умер 7 февраля 1944 года от последствий условий содержания.
В честь него назван Институт музыкальной физиологии и здоровья музыкантов имени Курта Зингера при Берлинской высшей школе музыки им. Ханса Эйслера (в составе Берлинского университета искусств).

## Веб-ссылки
- Зингер, Курт в Немецкой национальной библиотеке.
- Институт Здоровья Музыкантов имени Курта Зингера (нем.). ksi-berlin.de. Дата обращения: 18 июля 2025.
- Архив Курта Зингера (нем.). Дата обращения: 18 июля 2025. в архиве Академии Искусств, Берлин